# Cota macrantha
Cota macrantha là một loài thực vật có hoa trong họ Cúc. Loài này được (Heuff.) Boiss. mô tả khoa học đầu tiên năm 1856.